# Imreh András
Imreh András (Budapest, 1966. március 5. –) magyar költő, író, műfordító.

## Életútja
1990-ben szerzett doktori diplomát az Eötvös Loránd Tudományegyetem Általános Jogtudományi Karán (1985-1990), illetve az ELTE Bölcsészettudományi Karán ugyanebben az évben végzett esztétika szakon (1987-1990). 1990-től nyelvtanár és szakfordító. 1990-2001 között szabadúszó nyelvtanár volt. 1994-ben angol nyelvtanári diplomát szerzett az International House-ban. 1996-ban Kanadában, 1998-ban Spanyolországban volt ösztöndíjas. 2001-2002 között a Nagyvilág című folyóirat angol rovatának vezetője volt. 2002 óta szabadúszó.
Költői munkássága mellett angol, francia és spanyol nyelvből fordít. Versei többek közt a Holmi, a Mozgó Világ a Nagyvilág, a Nappali Ház, a Pannonhalmi Szemle és a Beszélő című folyóiratokban jelentek meg. A Magyar Irodalmi Szerzői Jogvédő és Jogkezelő Egyesület és a Műfordítók egyesülete tagja.

## Művei
- Aminek két neve van; JAK–Kijárat, Bp., 1998 (JAK)

## Műfordításai
- Robert Frost versei (versek, 1998)
- Seamus Heaney: Hűlt hely (2010)

### Művei olvashatók még
- Ment-e a könyvek által a világ elébb? (2001) Vörösmarty Mihály születésének 200. évfordulóján a Petőfi Irodalmi Múzeum verspályázatot hirdetett "Ment-e a könyvek által a világ elébb?" címmel. A kötet a pályamunkák legjobbjait tartalmazza.
- Az év versei 2003 (2003) (Magyar Napló Kiadó)
- Magyar badar (2002) (Európa Kiadó)
- Szép versek (1996, 1997, 2002, 2003) (Magvető Kiadó)

## Díjak, ösztöndíjak, elismerések
- 1997 A Holmi versfordító-pályázatának különdíjasa
- 1997 Az Irka Egyesület irodalmi alkotói ösztöndíja
- 1998 Soros-ösztöndíj
- 1999 Wessely László-díj
- 1999 Robert Graves-díj
- 2000 Móricz Zsigmond-ösztöndíj
- 2002 Vas István-díj
- 2003 Nizzai Kavics-díj
- 2004 Az Édes Anyanyelvünk pályázat vers kategória megosztott 2. helyezése
- 2005 Szépirodalmi Figyelő-díj
- 2008 József Attila-díj